# Теракт во время «Марша достоинства» в Харькове

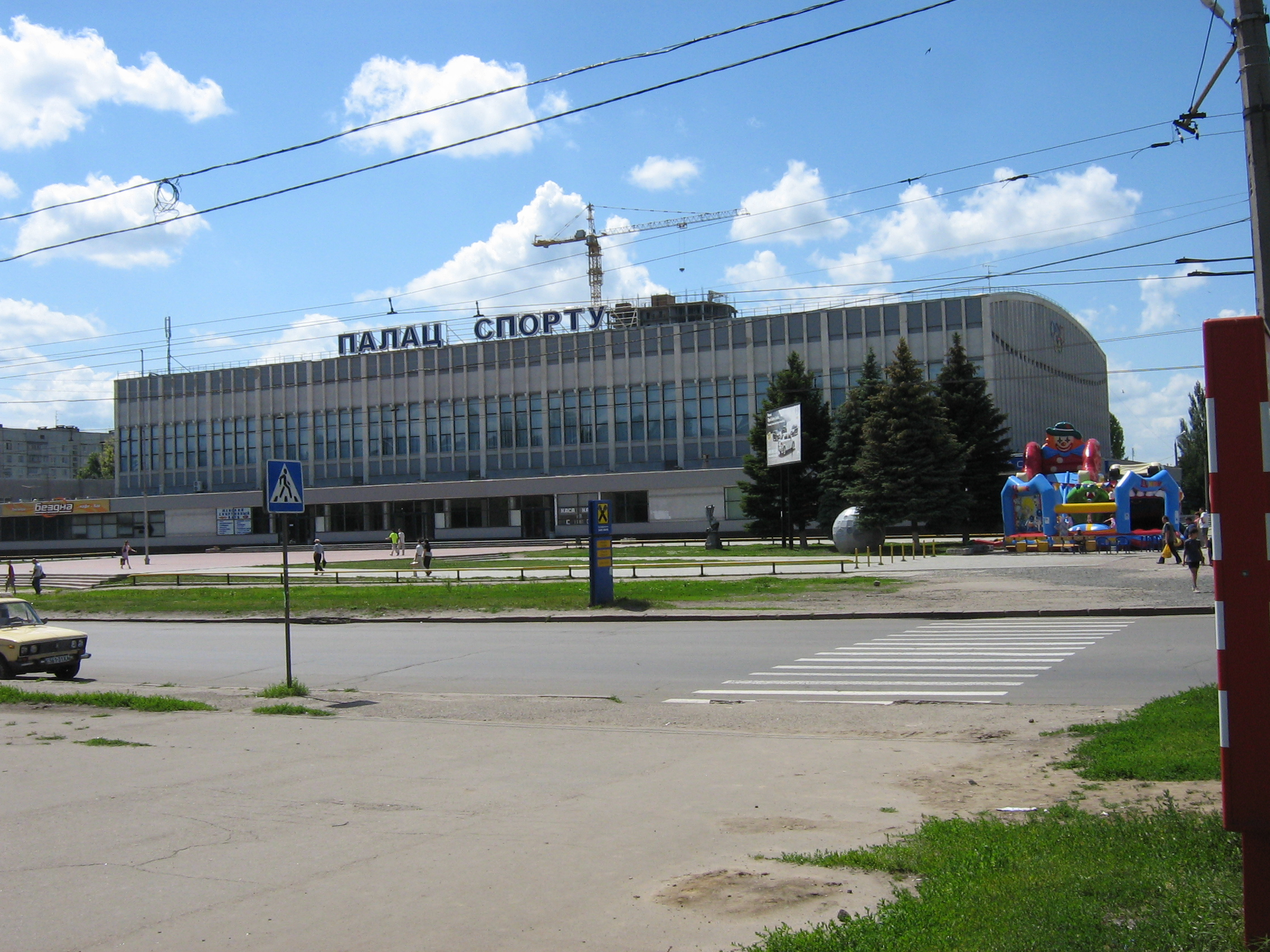
Харьковский Дворец спорта, рядом с которым произошёл террористический акт

Теракт во время «Марша достоинства» в Харькове — взрыв, совершённый 22 февраля 2015 года во время шествия в честь годовщины событий Евромайдана. Взрывное устройство сработало у Харьковского Дворца спорта. В результате взрыва два человека погибли на месте и ещё одиннадцать человек получили ранения. Из них двое позднее скончались в больнице от полученных травм.
Теракт в Харькове произошёл на фоне продолжавшегося противостояния между сторонниками и противниками власти, установившейся на Украине в результате событий Евромайдана.
По факту взрыва было начато уголовное производство по статье 258 Уголовного кодекса Украины (террористический акт). В постсоветской истории Харькова это первый теракт, в результате которого погибли люди.

## Предыстория
С февраля 2014 года, в результате отстранения президента Януковича, общественно-политическая ситуация в Харькове резко обострилась в связи с активизацией противостояния сторонников и противников новой украинской власти.
Со второй половины 2014 года в Харькове и Харьковской области произошла череда терактов на объектах транспортной инфраструктуры, военных объектах и в общественных местах. Так, 9 ноября 2014 года в популярном у украинских националистов харьковском пабе «Стена» произошёл взрыв, в результате которого пострадали 13 человек. 19 января 2015 года произошёл взрыв возле здания Московского районного суда, в результате которого пострадали 14 человек.
Управление СБУ по Харьковской области заявило, что всего в течение 2014 года на территории области совершено 29 террористических актов, 16 правонарушений квалифицированы как диверсии.

## Хронология событий
Взрывное устройство, установленное у здания Харьковского Дворца спорта, сработало в 13:10 по киевскому времени — в тот момент, когда колонна участников акции по случаю годовщины Евромайдана под флагами Украины, «Правого сектора» и других партий и общественных организаций должна была начать шествие. От Дворца спорта участники акции планировали пройти до площади Конституции, где должна была состояться панихида по погибшим во время событий Евромайдана.
В результате теракта на месте погибли лидер харьковского Евромайдана 52-летний Игорь Толмачёв и заместитель начальника Первомайского РОВД подполковник милиции Вадим Рыбальченко, участвовавший в милицейском сопровождении массовой акции, и около 10 человек было ранено, в том числе несколько подростков и пять сотрудников милиции. На следующий день, 23 февраля, от ранений умер 15-летний подросток. Утром 24 февраля скончался ещё один человек — 18-летний студент. Количество жертв могло быть большим, если бы не проезжающий в момент взрыва по дороге автомобиль «Газель», принявший на себя часть осколков.
Как сообщило агентство УНИАН, трагедии можно было бы избежать, если бы харьковские активисты смогли договориться по поводу единого маршрута движения колонны. В то время как одна группа проводила шествие от памятника Тарасу Шевченко, где в течение прошлого года собирались харьковские сторонники Евромайдана, до памятника Независимости Украины на площади Конституции, другая группа решила начать марш от здания Дворца спорта, где 22 февраля 2014 года прошёл Съезд депутатов всех уровней юго-восточных областей Украины, города Севастополя и Автономной Республики Крым, выступивший против силовой смены власти в Киеве. В результате у спецслужб не хватило людей и времени для проведения зачистки территории и других профилактических мероприятий.

## Реакция
После теракта секретарь Совета национальной безопасности и обороны Украины Александр Турчинов объявил в Харькове высший уровень террористической угрозы и объявил о начале проведения антитеррористической операции в городе. Президент Украины Петр Порошенко пообещал привлечь виновников к ответственности. Городской голова Харькова Геннадий Кернес осудил теракт и заявил, что «Харьков будет неотъемлемой частью Украины».
Грузия, Европейский союз, Латвия осудили теракт в Харькове и выразили свои соболезнования его жертвам. Литва обвинила Россию в причастности к теракту.
Экспертами было отмечено, что Россия официально не отреагировала на теракт в Харькове.
В свою очередь, глава самопровозглашённой Донецкой народной республики Александр Захарченко допустил причастность к теракту Службы безопасности Украины.

## Ход следствия. Суд. Обмен.
По факту взрыва прокуратура возбудила уголовное дело по статье 258 УК Украины «Террористический акт». Вскоре после совершения теракта  советник главы СБУ Маркиян Лубкивский сообщил, что были задержаны лица, подозреваемые в причастности к организации теракта.
Советник министра внутренних дел Украины Антон Геращенко заявил, что за организацией теракта стоит группировка «Харьковские партизаны», в пользу чего свидетельствуют результаты анализа остатков взрывного устройства, схожих с обнаруженными 19 января при взрыве у здания Московского райсуда. На следующий день «Харьковские партизаны» опровергли свою причастность к теракту и обвинили главу МВД Арсена Авакова в организации взрыва для введения режима антитеррористической операции на территории Харьковской области. Как сообщают, однако, СМИ, о фактическом существовании группировки «Харьковские партизаны» общественности ничего не известно, кроме заявлений, время от времени появляющихся в социальных сетях.
23 февраля 2015 года было объявлено, что взрыв был произведён дистанционно с использованием противопехотной мины мощностью около двух килограммов тротила, начинённой поражающими элементами.
26 февраля 2015 года глава СНБО Александр Турчинов сообщил о задержании пятерых подозреваемых в причастности к теракту. По его словам, среди задержанных есть «как организатор преступления, так и непосредственные исполнители теракта», также были изъяты оружие и боеприпасы: пластит, детонаторы и гранаты. Согласно утверждению СБУ, некоторые из террористов проходили подготовку на территории Российской Федерации и координировали свои действия непосредственно с ДНР. Вместе с тем, некоторые харьковские эксперты не исключили того, что к теракту могли быть причастны местные бизнес- и политические элиты.
22 апреля 2015 года прокуратура Харьковской области направила во Фрунзенский районный суд города обвинительный акт в отношении трёх мужчин, подозреваемых в совершении теракта. Их обвинили по статьям  ч. 3 ст. 258  (террористический акт, который привел к  до гибели людей) и ч.1 ст.263 (незаконное обращение с оружием)  УКУ. 5 августа суд продлил арест обвиняемых в теракте до середины октября 2015.
12 января 2017 года на суде заслушивали аудиозаписи, на которых один из обвиняемых признался сокамернику в совершении теракта. Обвиняемые затягивали рассмотрение, периодически требовали вызвать скорую из-за плохого самочувствия. Потерпевшие недовольны.. Адвокаты обвиняемых затягивают и срывают судебные заседания.
28 декабря 2019 года Фрунзенский районный суд Харькова признал виновными в организации взрыва Владимира Дворникова, Виктора Тетюцкого и Сергея Башлыкова, приговорив их к пожизненному заключению. На следующий день они были переданы представителям ДНР и ЛНР в рамках крупного обмена заключёнными и пленными.

## Память о погибших
23 февраля в Харькове был объявлен траур по погибшим. 24 февраля около двухсот человек участвовали в массовой акции в память о погибших.
24 февраля указом президента Украины погибший активист Игорь Толмачёв был посмертно награждён орденом «За мужество» ІІІ степени «за гражданское мужество, патриотизм, самоотверженное служение украинскому народу». 26 февраля погибший милиционер Вадим Рыбальченко за «личное мужество, проявленное во время исполнения служебных обязанностей» был награждён орденом «За мужество» ІІІ степени. Немногим ранее погибшему было присвоено звание полковника милиции посмертно.
22 февраля 2016 года в Харькове на проспекте Петра Григоренко вблизи места совершения теракта был открыт памятный знак погибшим.